# Мігель Пінто
Мігель Пінто (ісп. Miguel Pinto, нар. 4 липня 1983, Сантьяго) — чилійський футболіст, воротар клубу «Коло-Коло».
Виступав, зокрема, за клуби «Універсідад де Чилі» та «Атлас», а також за національну збірну Чилі.

## Клубна кар'єра
Вихованець клубу «Реал Іслуга». Професійну кар'єру розпочав 2002 року клубі «Універсідад де Чилі», в складі якого будув капітаном команди. У перші три сезони провів в загальній складності лише 11 матчів у чемпіонаті країни, 2005 року — вже 12, а з 2006 року міцно зайняв місце основного воротаря клубу, провівши 35 ігор і став, разом з командою, віце-чемпіоном Апертури, «Універсідад» тоді поступився лише у фіналі клубу «Коло-Коло» по сумі двох матчів за рахунок кількості забитих м'ячів на чужому полі. 2007 року провів 40 зустрічей за основний склад і був визнаний за підсумками сезону гравцем року клубу. 2008 року зіграв 36 матчів. 2009 року провів 24 матчі, в результаті в тому сезоні клуб посів 2-ге місце в регулярному турнірі Апертури, однак у стадії плей-оф обіграв у фіналі клуб «Уніон Еспаньйола» з рахунком 2:1 за сумою двох матчів.
2011 року перейшов в мексиканський «Атлас», в якому грав до 2016 року, взявши участь у 110 матчах чемпіонату. Більшість часу, проведеного у складі «Атласа», був основним голкіпером команди. Також на правах оренди грав за інші мексиканські команди ― «Коррекамінос» та «Кафеталерос».
До складу клубу «О'Хіггінс» приєднався 17 червня 2016 року. Відтоді встиг відіграти за команду з Ранкагуа 15 матчів в національному чемпіонаті.
1 січня 2020 року приєднався до чилійського клубу «Коло-Коло» на правах вільного агента. Станом на 10 листопада 2020 року вартість гравця становить € 200 000, згідно порталу transfermarkt [Архівовано 27 листопада 2020 у Wayback Machine.].

## Виступи за збірну
Виступав за молодіжну (до 20) збірну Чилі, в її складі брав участь у фінальному турнірі чемпіонату Південної Америки серед молодіжних команд 2003 року в Уругваї.
2006 року дебютував в офіційних матчах у складі національної збірної Чилі.
У складі збірної був учасником чемпіонату світу 2010 року у ПАР, розіграшу Кубка Америки 2011 року в Аргентині.
Всього провів у формі головної команди країни 21 матч.

## Досягнення

### Командні
- Чемпіон Чилі: 2009 (Апертура)
- Володар Кубка Чилі: 2019

### Індивідуальні
- Найкращий воротар чемпіонату Чилі: 2009
- Володар «Золотого м'яча» чемпіонату Чилі: 2009
- Найкращий воротар Південноамериканського кубка: 2009